# Ligne de Lérouville à Pont-Maugis
La ligne de Lérouville à Pont-Maugis est une ligne de chemin de fer française qui relie les gares de Lérouville, dans le département de la Meuse, sur la ligne de Noisy-le-Sec à Strasbourg-Ville, et de Pont-Maugis, à proximité de celle de Sedan, dans le département des Ardennes, sur la ligne de Mohon à Thionville.
Elle constitue la ligne no 088 000 du réseau ferré national.

## Histoire
Un chemin de fer d'intérêt local « de Pont-Maugis à Raucourt et à Mouzon » est déclaré d'utilité publique par un décret impérial le 9 novembre 1867.
La ligne est déclarée d'utilité publique par un décret impérial du 19 juin 1868.
Par une convention signée le 21 septembre 1881 entre le ministre des Travaux publics et la Compagnie des chemins de fer de l'Est, l'État confie provisoirement l'exploitation de la ligne à la compagnie. Cette convention est approuvée par un décret le 3 octobre suivant.
La ligne est cédée par l'État à la Compagnie des chemins de fer de l'Est (EST) par une convention signée entre le ministre des Travaux publics et la compagnie le 11 juin 1883. Cette convention est approuvée par une loi le 20 novembre suivant.

## Infrastructure

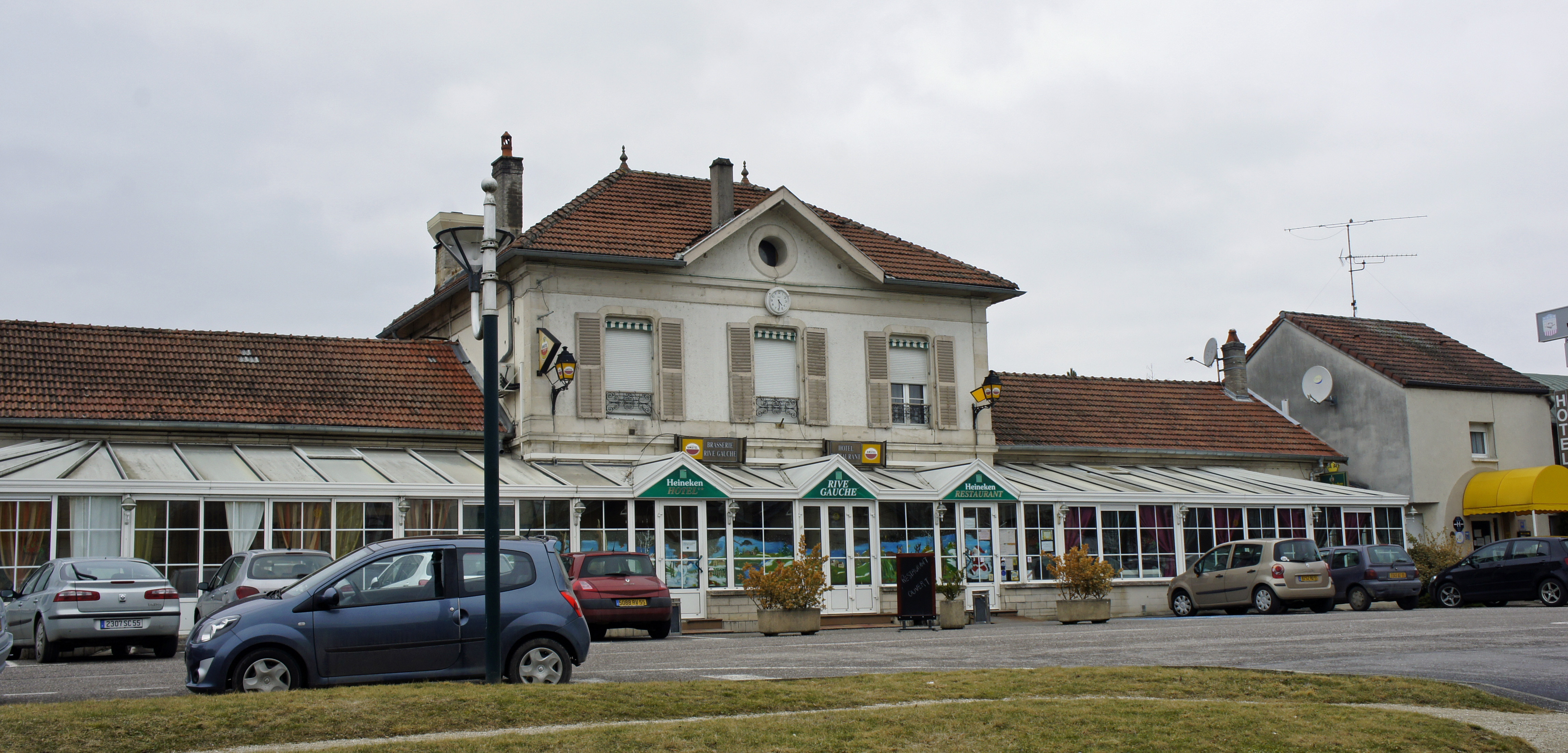
Gare de Saint-Mihiel,
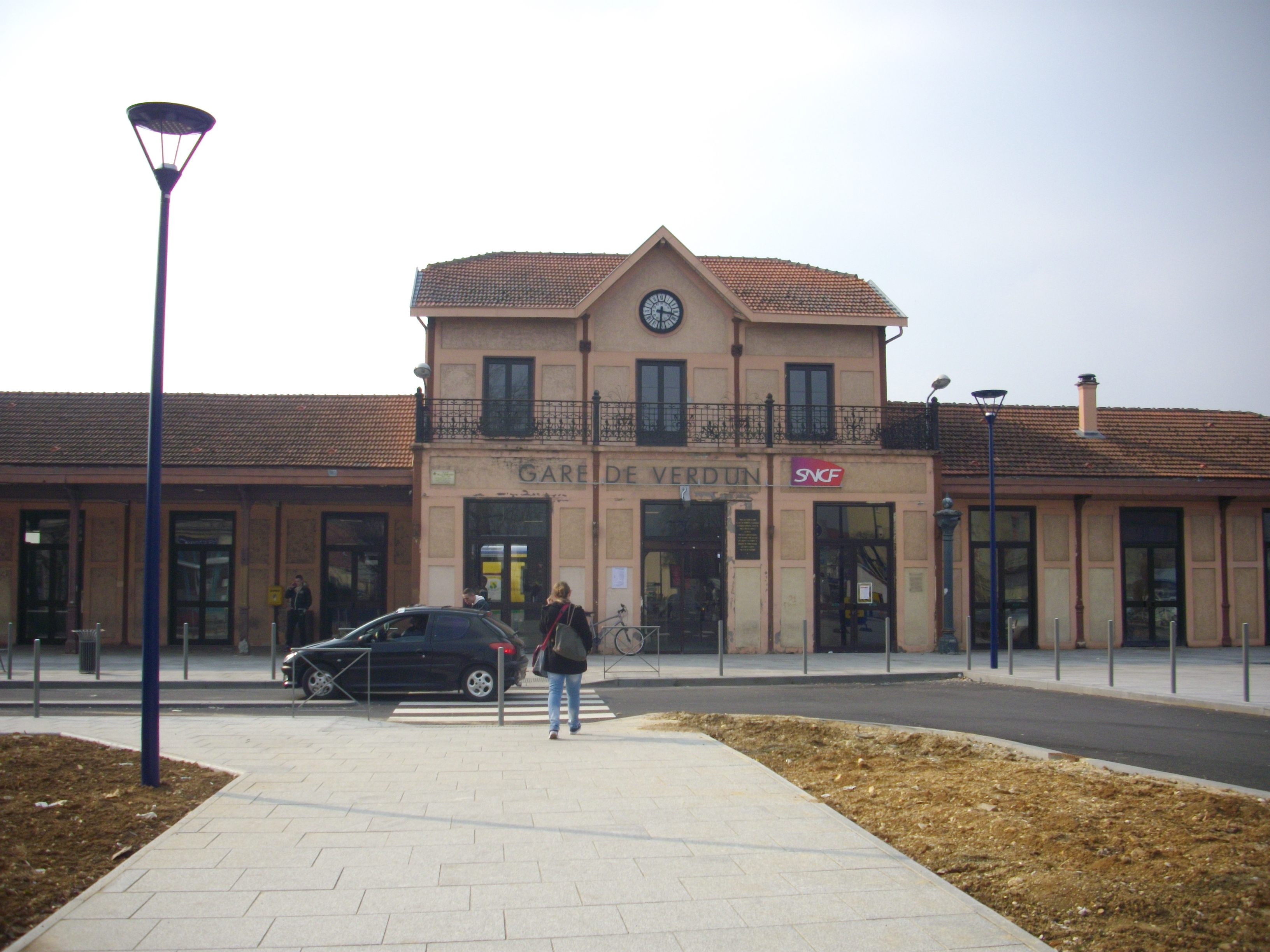
de Verdun.

## État actuel
La ligne n'est utilisée que sur de courts tronçons pour la desserte d'embranchements particuliers de part et d'autre de Verdun et de Lérouville à Sampigny. Sur le reste du parcours, la voie est envahie par la végétation. Un projet de voie verte est à l'étude par la communauté de communes du Pays de Stenay de Mouzon à Regnéville-sur-Meuse dans le prolongement de la voie verte Trans-Ardennes.